# 李猪儿
李猪儿（?—?），中国唐朝安史之乱时人物，安禄山建立的燕国的宦官。
他出身契丹部落，十几岁就开始侍奉安禄山，表现得非常狡黠聪明。安禄山拿刀阉割他，血流数升，差点要死，安禄山在他伤口上涂抹了灰火，一整天后，身体就恢复了。随后成为安禄山的贴身宦官，受到安禄山的宠信。安禄山肚子很大，每次穿衣系带，都要三四人帮忙，两人负责抬起肚子，李猪儿再用头顶起肚子，再系腰带。唐玄宗宠信安禄山，让他在华清池沐浴，准许李猪儿等入内帮他脱衣、穿衣。
安禄山反唐，自称大燕皇帝，视力逐渐下降，几乎失明，身上长了毒疮，性情更加暴躁，对左右经常用鞭子抽打，有时干脆杀掉。李猪儿挨打尤其多，安禄山宠爱幼子安庆恩，太子安庆绪和大臣严庄计划杀死，严庄怂恿李猪儿：“你前后挨的毒打还有数吗？如果再不干大事，恐怕死期不远了！”李猪儿答应一块行动。757年（至德二载）正月初一的夜晚，严庄与安庆绪手持武器立在安禄山宫帐外面，李猪儿手执大刀入帐中，砍向安禄山的腹部。安禄山左右之人害怕都不敢动。安禄山用手没有摸到枕旁的刀，于是用手摇动帐幕的竿子说：“这一定是家贼幹的。”肠子已流出一大堆，随即死去。李猪儿下场不详。